# Llista de matemàtics de l'islam medieval
Aquesta llista de matemàtics de l'islam medieval comprèn els principals matemàtics del món islàmic que van tenir molta importància especialment durant el període denominat Edat d'or de l'islam:
- Abalfat d'Esfahan (980)
- Abu-Jàfar al-Khazin (vers 900-965)
- Abu-Kàmil Xujà (vers 850 – 930) (nombres irracionals)
- Abu-Nasr Mansur (vers 960 – 1036) (trigonometria esfèrica)
- Abu-l-Wafà Muhàmmad al-Buzajaní (940 – 998) (trigonometria esfèrica)
- Al-Baghdadí (vers 980–1037) (nombres irracionals)
- Al-Battaní (858 - 929)
- Al-Biruní (973 – 1048) (trigonometria)
- Al-Hajjaj ibn Yússuf ibn Matar (786 - 833)
- Al-Abbàs ibn Saïd al-Jawharí (actiu vers 829/832)[1]
- Jamxid al-Kaixí (vers 1380 – 1429) (decimals)
- Al-Karají (vers 953 – vers 1029) (àlgebra, inducció)
- Al-Khujandi (vers 940 - vers 1000)
- Al-Kindí (vers 801 - vers 873)
- Al-Mahaní (vers 820 - vers 880)
- An-Nassawí (1010 - 1075)
- Abu-Sahl al-Quhí (vers 940–1000)[2] (centres de gravetat)
- Al-Sijzí (vers 945 - vers 1020)
- Al-Uqlidissí (952 – 953) (aritmètica)
- Abu-s-Saqr al-Qabissí († 967) (conegut a Occident com Alcabitius)
- An-Nayrizí (8??-922/923) (conegut a Occident com Anaritius)[1]
- Athir-ad-Din al-Abharí (†1260?)[3]
- Az-Zarqalí (1029 - 1087)
- Els germans Banu Mussa (vers 800 - vers 870)
- Ibn Muadh al-Jayyaní († 1093)
- Abd-al-Hàmid ibn Turk (830) (quadràtica)
- Ibn Yunus (vers 950 - 1009)
- Ibn al-Bannà (1256-1321)
- Ibn al-Hàytham (vers 965–1040) (conegut a Occident com Alhazén)
- Ibn as-Samh (979 - 1035)
- Ibrahim ibn Sinan (908-946)
- Kamal al-Din al-Farisí (1260-1319)
- Kushyar ibn Labban (971-1029) (interpolació)
- Muhyí-d-Din al-Maghribí (†1281/1291)[4]
- Al-Khwarazmí (vers 780 – vers 850)
- Màslama al-Majrití (950 - 1008)
- Nassir-ad-Din at-Tussí (1201 – 1274) (postulat paral·leles)
- Omar Khayyam (1048 – 1131) (equacions cúbiques, postulat paral·lel)
- Qadí Zada al-Rumí (1364-1436)
- Qutb-ad-Din Xirazí (1236-1311) (model del moviment solar)[5]
- Qàysar ibn Abi-l-Qàssim (1170/75-1251)[3]
- Samàwal ibn Yahya al-Maghribí (vers 1130 – vers 1180)
- Shams al-Din al-Khalili (vers 1320 . vers 1380)
- Shams al-Din al-Samarqandí (vers 1250 - vers 1310)
- Thàbit ibn Qurra (836–901)
- Xàraf-ad-Din at-Tussí (vers 1150 – 1215) (cúbica)